# 94 Aquarii
94 Aquarii, som är stjärnans Flamsteed-beteckning, är en trippelstjärna belägen i den mellersta delen av stjärnbilden Vattumannen. Den har en kombinerad skenbar magnitud på 5,19 och är svagt synlig för blotta ögat där ljusföroreningar ej förekommer. Baserat på parallaxmätning inom Hipparcosuppdraget på ca 44,9 mas, beräknas den befinna sig på ett avstånd på ca 73 ljusår (ca 22 parsek) från solen. Den rör sig bort från solen med en heliocentrisk radialhastighet på ca 18 km/s.

## Egenskaper
Primärstjärnan 94 Aquarii A är en gul till vit underjättestjärna av spektralklass G8.5 IV. Den har en massa som är ungefär lika stor som solens massa,  en radie som är ca 2,1 gånger större än solens och utsänder från dess fotosfär ca 3,7 gånger mera energi än solen vid en effektiv temperatur av ca 5 500 K.
94 Aquarii A är en trippelstjärna där det inre paret i detta bildar en spektroskopisk dubbelstjärna med en omloppsperiod på 6,2121 år, en måttlig omloppsexcentricitet av 0,173, och en kombinerad skenbar magnitude av 5,19. Med en vinkelseparation på 13,0 bågsekunder från detta par finns en följeslagare, 94 Aquarii B, som är en stjärna i huvudserien av magnitud 7,52 med spektralklass K2 V.